# Rolf Hermann (Schriftsteller)

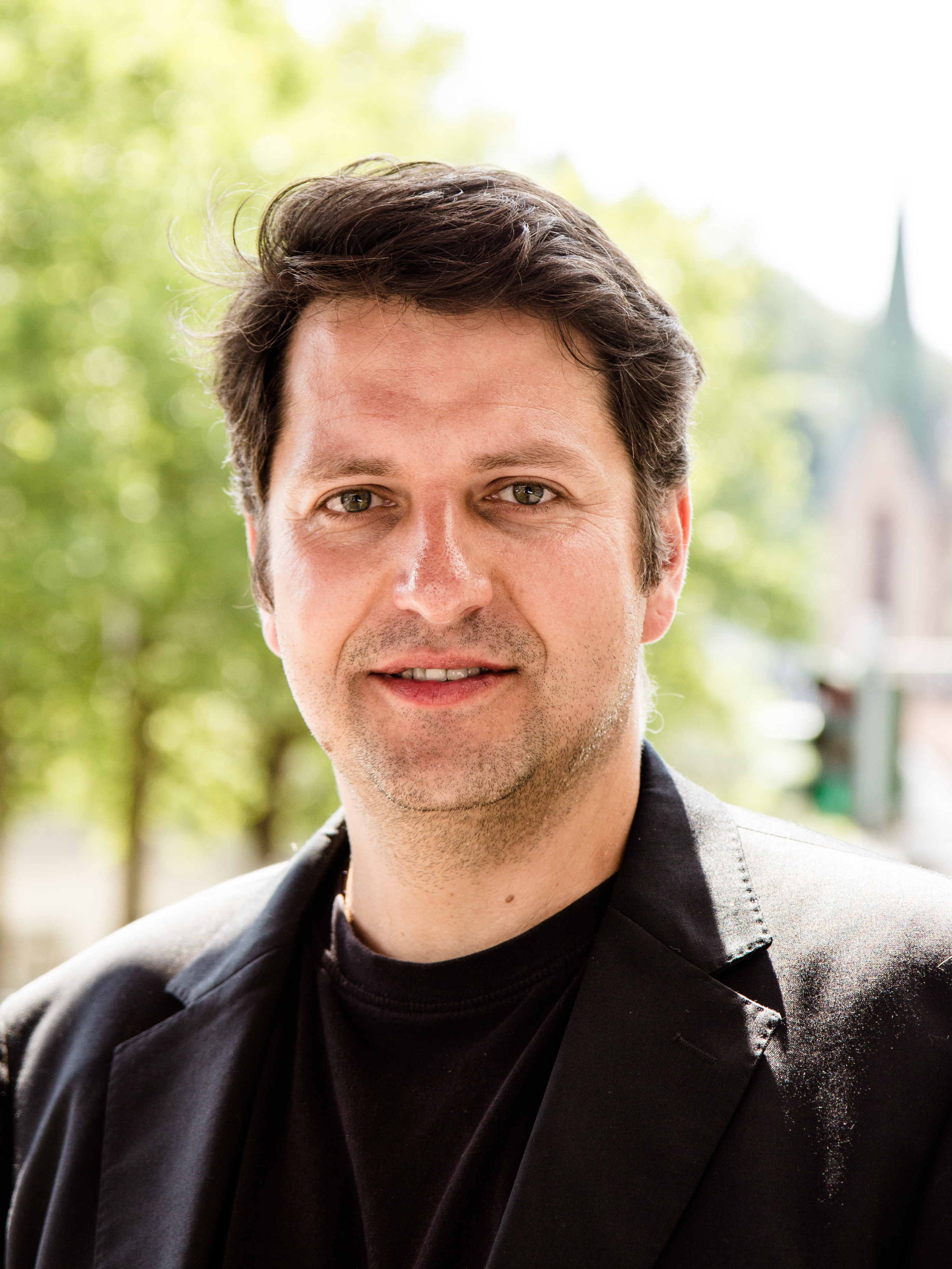
Rolf Hermann beim Hausacher LeseLenz 2015

Rolf Hermann (* 3. Juli 1973 in Leuk) ist ein Schweizer Schriftsteller.

## Leben
Rolf Hermann wuchs im Kanton Wallis auf. Nach der Matur studierte er Anglistik und Germanistik in Freiburg, Bern und Iowa (USA). In seiner Masterarbeit setzte er sich mit den Poetiken von William Carlos Williams und Frank O’Hara auseinander.
Rolf Hermann verfasst in erster Linie Lyrik, die bislang in drei Einzeltiteln und in verschiedenen Anthologien und Zeitschriften veröffentlicht wurde. Zudem verfasst er Prosa, Hörspiele, Theater- und Spoken-Word-Texte. Weiter tritt er mit dem Mundarttrio «Die Gebirgspoeten» auf.
Heute lebt Rolf Hermann in Biel.

## Auszeichnungen
- 2008 Schreibstipendium des Unabhängigen Literaturhauses von Niederösterreich
- 2009 Kulturförderpreis des Kantons Wallis
- 2010 Tübinger Stadtschreiberstipendium für Lyrik
- 2011 Schreibstipendium des Kantons Bern in Paris
- 2011 Heinz-Weder-Anerkennungspreis für Lyrik
- 2012 Rilke-Anerkennungspreis für Kurze Chronik einer Bruchlandung
- 2014 Weiterschreiben-Stipendium der Stadt Bern
- 2015 Literaturpreis des Kantons Bern
- 2015 Werkbeitrag der Schweizer Kulturstiftung Pro Helvetia
- 2015 Werkbeitrag des Kantons Wallis
- 2017 Kulturpreis der Stadt Biel

## Werke
Bücher
- Hommage an das Rückenschwimmen in der Nähe von Chicago und anderswo. Gedichte. X-Time, Bern 2007, ISBN 978-3-909990-19-1.
- Kurze Chronik einer Bruchlandung. Gedichte. X-Time, Bern 2011, ISBN 978-3-909990-25-2.
- Kartographie des Schnees. Gedichte. Der gesunde Menschenversand, Luzern 2014, ISBN 978-3-905825-91-6.
- Das Leben ist ein Steilhang. edition spoken script 22. Der gesunde Menschenversand, Luzern 2017, ISBN 978-3-03853-035-0.
- Flüchtiges Zuhause. Erzählungen. Rotpunktverlag, Zürich 2018, ISBN 978-3-85869-794-3.
- Eine Kuh namens Manhattan. edition spoken script 33. Der gesunde Menschenversand, Luzern 2019, ISBN 978-3-03853-097-8.
- In der Nahaufnahme verwildern wir. Gedichte. Mit einem Nachwort von Alejandro Hagen. Der gesunde Menschenversand, Luzern 2021, ISBN 978-3-03853-116-6.

Hörbücher
- mit Matto Kämpf, Achim Parterre: Die Gebirgspoeten: Radio Alpin. Der gesunde Menschenversand, Luzern 2015, ISBN 978-3-03853-016-9.
- mit Matto Kämpf, Achim Parterre: Die Gebirgspoeten: Muff. Der gesunde Menschenversand, Luzern 2010, ISBN 978-3-905825-44-2.
- mit Michael Stauffer: Wie ein Schaf in der Wüste: Als James Baldwin die Schweiz besuchte. Der gesunde Menschenversand, Luzern 2012, ISBN 978-3-905825-45-9.
- mit Michael Stauffer: Lydia Eymann. Zwei Hörspiele. Doppel-CD. Der gesunde Menschenversand, Luzern 2012, ISBN 978-3-905825-38-1.
- mit Matto Kämpf, Achim Parterre: Die Gebirgspoeten: Letztbesteigung. Der gesunde Menschenversand, Luzern 2010, ISBN 978-3-905825-22-0.
- mit Michael Stauffer: Kein Zucker im Kaffee: Hommage an Grossmutter. Inkl. einer Animation von Simon Müller. Visp 2010 (romm), ISBN 978-3-905756-72-2.
- mit Michael Stauffer: Am Tag vor meiner Abreise: Zum Leben und Werk von Hannes Taugwalder. Doppel-CD. Visp 2008 (romm), ISBN 978-3-905756-53-1.

Theaterprojekte
- mit Barbara Terpoorten-Maurer, Daniel Imboden: Crazy Horn – In freier Anlehnung an Luis Trenkers «Der Berg ruft». Von Sempione-Productions, 2010.
- mit Barbara Terpoorten-Maurer u. Siegfried Terpoorten: Cook’s Night Out. Von Sempione-Productions, 2013.
- mit Barbara Terpoorten-Maurer u. Siegfried Terpoorten: Die Geizige – frei nach Molière. Von Sempione-Productions, 2015.
- mit Barbara Terpoorten-Maurer und Siegfried Terpoorten: Riverside – Flenn mir einen Fluss. Von Sempione-Productions, 2025.

Radio
- mit Michael Stauffer: Wie ein Schaf in der Wüste: Als James Baldwin die Schweiz besuchte. Regie: Michael Stauffer. SWR 2011.
- mit Michael Stauffer: Kein Zucker im Kaffee: Hommage an Grossmutter. Regie: Michael Stauffer. Schweizer Radio DRS 2 2007. (Ausstrahlungen: DRS 2, Deutschlandfunk, Westdeutscher Rundfunk, Radio Bremen / Nordwestradio)
- mit Michael Stauffer: Porträt mit Heuschrecken: Eine Hommage an Hannes Taugwalder. Regie: Michael Stauffer, 2008. (Ausstrahlungen: DRS 1 und 2)

Weitere Veröffentlichungen (Auswahl)
- In: Moderne Poesie der Schweiz. Eine Anthologie. Hg. v. Roger Perret. Im Auftrag von Migros-Kulturprozent. Zürich: Limmat, 2013.
- In: Poszerzenie Zrenic. Schweizer Lyrik seit 1945. Hg. v. Werner Morlang u. Ryszard Wojnakowski. Wrocla: Atut 2013.
- In: Modern and Contemporary Swiss Poetry. An Anthology. Luzius Keller (Hrsg.) Dalkey Archive Press, Chicago 2012.
- In: Kolik. Literaturzeitschrift für Literatur. Nr. 55. Hrsg. Hans Ruprecht. Wien 2012.
- In: Entwürfe. Zeitschrift für Literatur. Nr. 69. Zürich 2012.
- In: allmende – Zeitschrift für Literatur. Nr. 88. Karlsruhe 2011.
- In: igajanumechligaluege / igajanumechligalose. Poetische Schweizerreise in Mund-Arten. Hrsg. Ursula Fölmli. Limmat, Zürich 2007.
- In: Das Gedicht. Zeitschrift für Lyrik, Essay und Kritik. Band 15. Leitner, Wessling bei München 2007.